# مرد و قولش (فیلم)
مرد و قولش (به هندی: Jo Bole So Nihaal) فیلمی است محصول سال ۲۰۰۵ و به کارگردانی راهول راول است. در این فیلم بازیگرانی همچون سانی دئول، شلیپی شارما، کمال خان، سورکا سیکری، عارون باکشی، دالی بیندرا و راهول راول ایفای نقش کرده‌اند.